# بیوک پارک اونیو

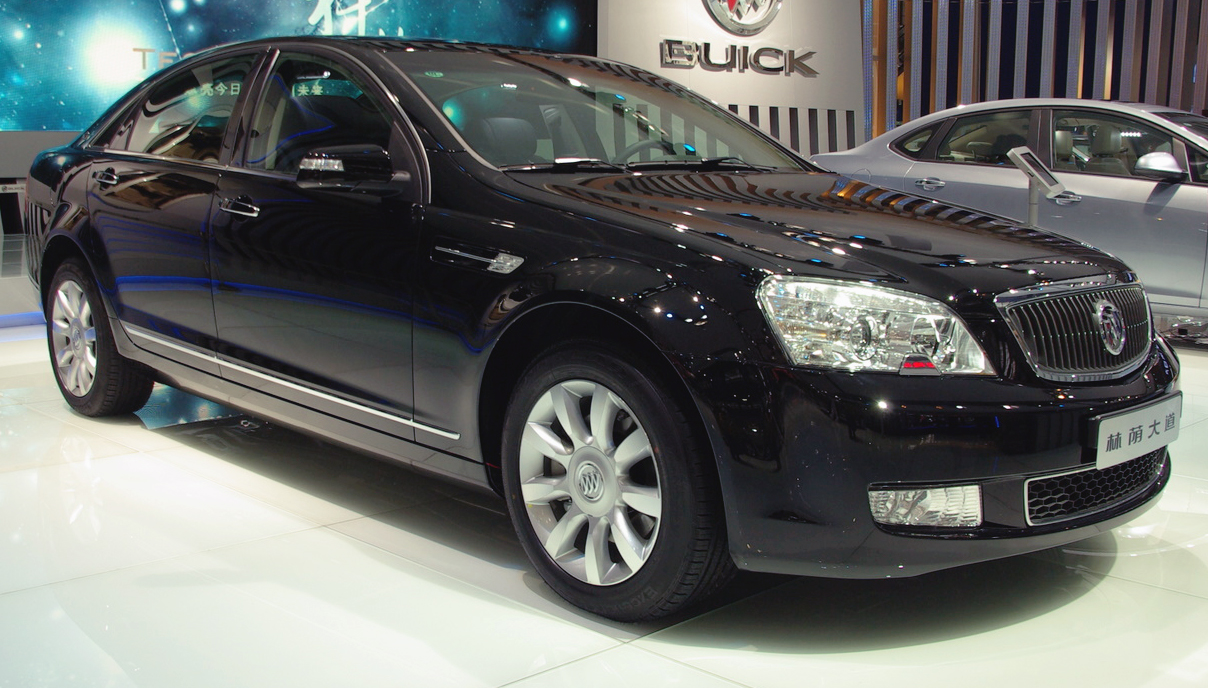

بیوک پارک اونیو (Buick Park Avenue) خودرویی است که از سال ۱۹۹۰ تا ۲۰۰۵ در آمریکا و از ۲۰۰۷ تا ۲۰۱۲ برای صادرات به چین تولید شده‌است.

## نگارخانه

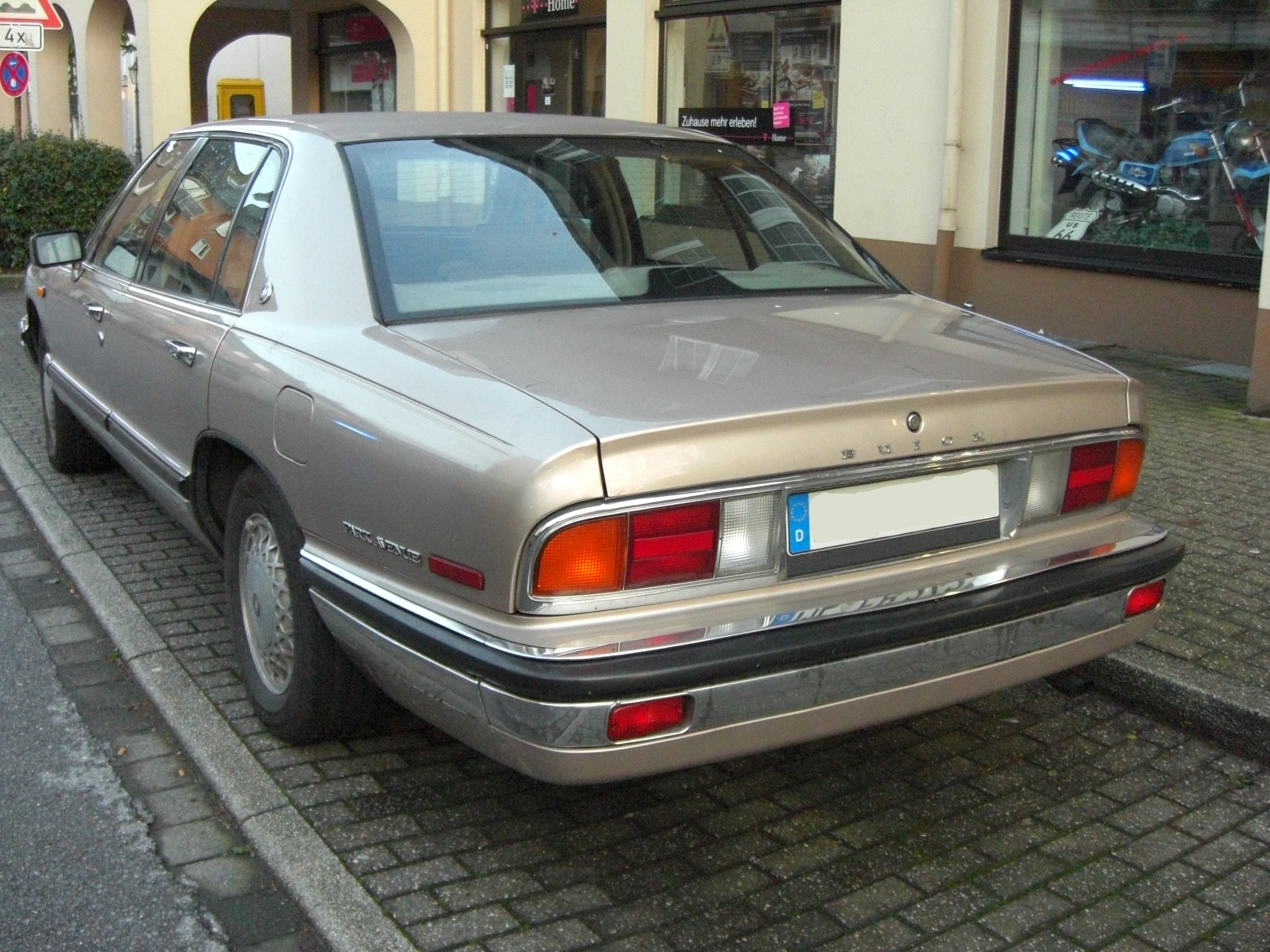
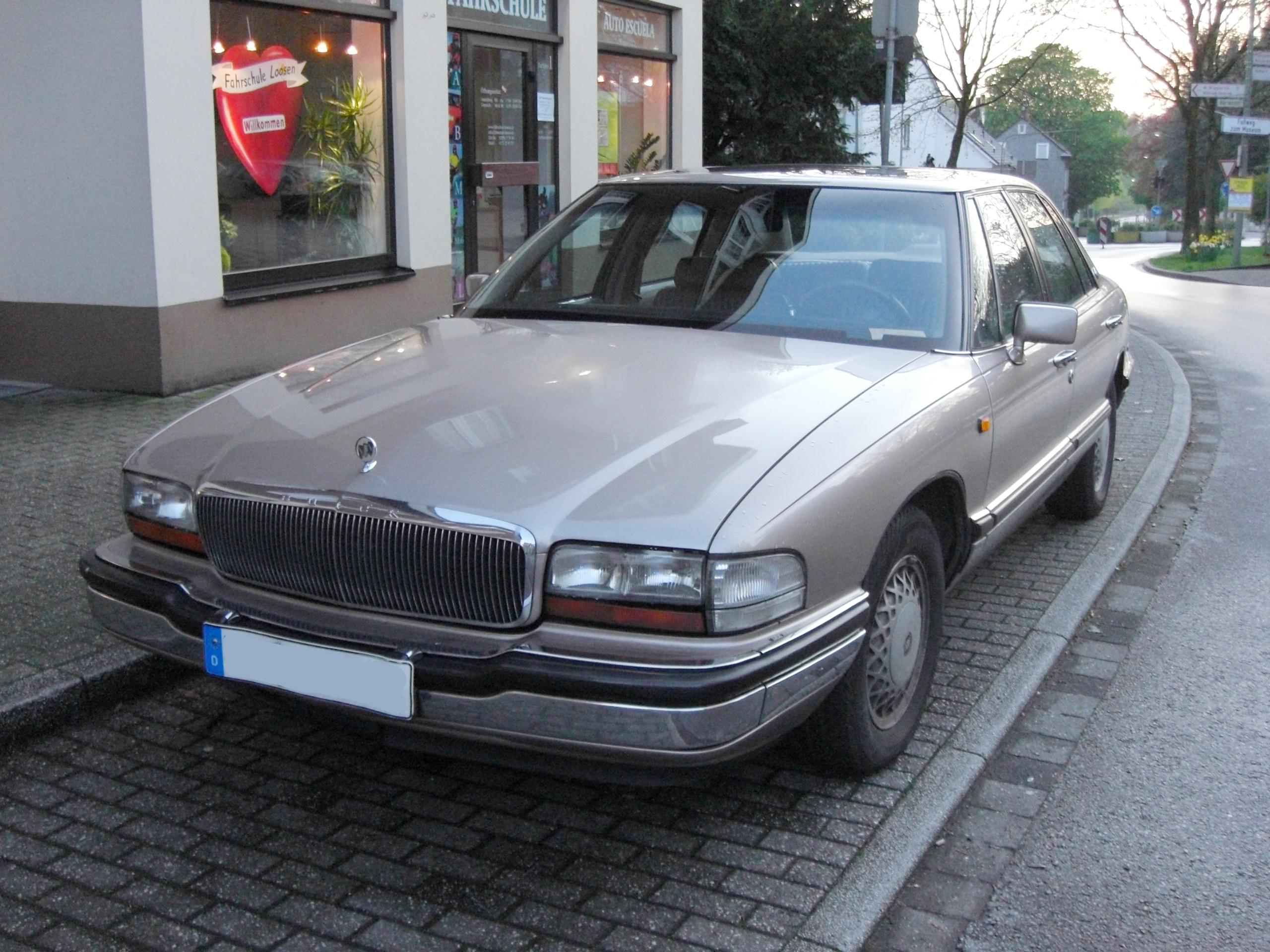